# Sofija Ugarska, kći Bele II.
Sofija (mađarski Zsófia) bila je ugarska i hrvatska princeza koja je postala redovnica. Bila je član dinastije Arpadović kao dijete kralja Bele II.
Sofijina majka bila je Jelena Vukanović (»Helena Raška«), kći srpskoga velikog župana. Tako je Sofija bila povezana sa srpskom obitelji Vukanović, koja je Raškom vladala prije Nemanjića. Plemići Desa i Beloš bijahu Sofijini ujaci.
Sofija – rođena oko 1135. – bila je zaručena za Henrika, sina njemačkoga kralja Konrada III. Henrik je bio najstariji sin svoga oca. U historiografiji Ugarske, Sofija se pojavljuje 1139. godine. Do braka nije došlo.
Sofija je otišla u Sveto Rimsko Carstvo kako bi naučila njemački te je postala redovnica.